# CF Palencia
CF Palencia is een voormalige Spaanse voetbalclub. Thuisstadion is het Nueva Balastera in Palencia in de autonome regio Castilië en León. De club is in 2013 opgeheven.

## Historie
CF Palencia ontstaat in 1986 als Cristo Olímpico. Dit is de naam van het tweede team van Palencia CF wat ontstond in 1960 uit een fusie tussen Castilla en Atlético Palencia (opgericht als CD Palencia). Palencia CF verdween enige tijd uit het voetbal, wordt heropgericht, maar verdwijnt definitief in 1986. Onder de naam Cristo Olímpico komt CF Palencia in het eerste jaar na de oprichting uit in de Tercera División. Daar verblijft het vervolgens tot 1990/91. De club heeft dan haar naam veranderd in het huidige CF Palencia, is kampioen geworden en heeft promotie bewerkstelligd via de play-offs. In de 6 jaren die daarop volgen presteert de club zeer wisselvallig in de Segunda División B. In haar 6e seizoen degradeert de club naar de Tercera División. Palencia speelt dan weer 7 jaar in de laagste professionele voetbalcompetitie. Het wordt drie keer kampioen, maar weet pas na het laatste kampioenschap ook de play-offs te winnen. Derhalve speelt het nu voor het 4e seizoen in de Segunda División B en zowaar doet de club mee om een plaats in de play-offs.

## Erelijst
- Tercera División

1989/90, 1997/98, 2000/01, 2002/03

## Bekende spelers
- Benjamín Zarandona
- Gonzalo García